# Meigenia gratiosa
Meigenia gratiosa là một loài ruồi trong họ Tachinidae.